# Artelearșciîna, Zinkiv
Artelearșciîna (în ucraineană Артелярщина) este localitatea de reședință a comunei Artelearșciîna din raionul Zinkiv, regiunea Poltava, Ucraina.

## Demografie
Componența lingvistică a localității Artelearșciîna
     Ucraineană (99,23%)
     Alte limbi (0,77%)
Conform recensământului din 2001, majoritatea populației localității Artelearșciîna era vorbitoare de ucraineană (99,23%), existând în minoritate și vorbitori de alte limbi.